# Изгубљена глава Дамашена Монтеира
Изгубљена глава Дамашена Монтеира (итал. La testa perduta di Damasceno Monteiro), роман је писца Антонија Табукија (итал. Antonio Tabucchi Пиза 23.9.1943 – Лисабон, 25.3.2012), италијанског књижевника и професора португалске књижевности и језика. Књига је написана 1997. године на италијанском језику, а на српски језик је преведена исте године  у издању Паидеие. 

## О делу
Роман је написан као трилер, али је и хроника једног догађаја. Лик новинара указује на заступљеност и форму новинарске истраге. Место догађања је Порто. Аутор користи метафоре и симболе да би приказао полицијску злоупотребу, тортуру, маргинализацију друштвених слојева и етничких мањина, правду. Аутор чињенице преводи у књижевност. Централни лик је адвокат Фернандо де Мело Секеира, звани Лотон, чудак, аристократа и анархиста који је опседнут Великом правном нормом. Никада се не предаје и не мири са судбином, него истражује и проналази сведоке и различите чињенице да би казнио злочинце.
Ликови, места и ситуације су само плод маште писца. Али једна истинита епизода је покренула списатељеву машту, а то је да је у ноћи 7. маја 1996. године Португалац Карлуш Роза, стар двадесет пет година, убијен у комесаријату Гварде Насионал у Сакавему, на периферији Лисабона. Тело је нађено у парку, без главе и са траговима мучења. Важна је личност Маноло Циганин кога можемо да посматрамо као измишљеног лика, али је важан за маргинализацију друштвених мањина. Такође се помиње овај номадски народ из времена када је био изузетно цењен и када је поседовао коње.
Дамашено Монтеира је име улице у пучком кварту Лисабона где је писац становао.

## Личности
- Дамашенo Монтеира
- Маноло Ел Реј (Циганин)
- Фирмино, новинар Аконтесимента
- Господин Силва који воли да га зову Ипер
- Дона Роза, власница пансиона у Порту
- Леонел Тореш, најбољи пријатељ Дамашена Монтеира
- Наредник Титанио Силва у Гварде Насионал, надимак Зелени зрикавац
- Дон Фернандо де Мело Секеира, личи на Чарлса Лафтона, зову га Лoтон, адвокат
- Ноћни чувар, дедица који је добио инфаркт кад је започела истрага убиства Дамашена Монтеира
- Господин Мануел
- Мама Мена, дојиља
- Жорж, син мама Мене, Фернандов брат по млеку
- Полицајац Феро
- Полицајац Коста